# 名塚佳織
名塚佳織（日语：／ Nazuka Kaori，1985年4月24日—）是日本東京都出身的女性聲優。血型B型，身高162cm。目前並沒有隸屬任何經紀公司，屬於自由身。
主要演出作品有《出包王女》（古手川唯）、《.hack系列》（志乃）、《True Tears》（湯淺比呂美）、《交響詩篇艾蕾卡7》（艾蕾卡）、《搞笑漫畫日和》、《銀色的奧林西斯》（テア）、《反叛的魯路修》（娜娜莉·蘭佩洛基）等。

## 人物介紹
- 暱稱的由來：就讀幼稚園時，NHK教育台播放「鴨子的橋」這首歌的時候會跟著一起唱唱跳跳，因此被父親叫做。
- 從小學生開始就以童星之姿在舞台上演出。也有如音樂劇『トラップ一家物語』等，擔任多個角色連續演出多場的作品。
- 在1998年的音樂劇中，除飾演以外，也擔任女主角的代班演員。前來觀賞同台演出的齋藤彩夏的動畫導演大地丙太郎因此留下了印象。在導演的另一部作品反斗小王子中客串演出子石的角色，是為聲優出道作。
- 2006年3月從桐朋學園短期大學演劇學科畢業。
- 以前由母親擔任經紀人，現在則全部自己一手包辦。
- 家庭成員有爸爸、媽媽、姊姊和一隻貓（MOKO）。
- 有「就算連續三天喝到天亮也沒事」的好酒量。
- 喜歡的音樂是以J-POP為主。
- 曾學過七年的小提琴，是一項才藝。
- 雖然本人似乎沒有注意到，在廣播節目中常用。
- 2011年2月21日，在其个人官方博客上公开结婚消息[2]。同年12月31日，又于其个人官方博客上宣布已育有一女[3]。2025年生日當天，誕下了第三胎。

## 出演作品
※粗体文字表示的是主要角色

### 電視動畫
1999年
- 反斗小王子（子石、小公、香苗）
- 超時空幻境（藍蘭·露）

2000年
- 隨風飄的月影蘭（銀、紗代）
- Da!Da!Da!（光月未夢）

2001年
- 幻影天使（草摩杞紗）

2002年
- 七人之奈奈（娜寶）
- 駭客時空（昴）

2003年
- Avenger（克莉絲）
- Di Gi Charat Nyo（憂鈴）
- 6/17秀逗美眉（嵐山五月）
- 瓶詰妖精（琪莉莉）

2004年
- 銀河天使 第4期（自爆ちゃん）
- Sweet Valerian（凱特）
- 光之美少女（森京子）
- 風人物語（奈緒）

2005年
- 搞笑漫畫日和（島木島美、松山愛、里子、貓美、石井石子、澤村小百合、愛香、百合子、阿吉、情侶女、旁白、標題）
- Canvas2～彩虹色的圖畫～（鳳仙愛麗絲）
- 交響詩篇（艾蕾卡）
- TSUBASA翼（小唧）
- 到另一個你的身邊去（向井美穗）
- 光之美少女Max Heart（森京子）
- 蟲師（兔澤綺）
- （潘）

2006年
- 犬神！（撫子）
- INNOCENT VENUS（登戶沙那）
- 搞笑漫畫日和2（貓美、標題、旁白、五個孩子的母親、四子、乙姬、船頭的小妹妹、撿到伊達政宗眼帶的老奶奶、春三的女兒、里繪子、一休和尚、春野大波斯菊、女學生、Love江）
- 銀色的奧林西斯（緹亞）
- Ghost Hunt（谷山麻衣）
- 反叛的魯路修（娜娜莉·蘭佩洛基）
- SIMOUN（尤恩）
- 雙面騎士（羅倫齊亞）
- .hack//Roots（志乃）
- 血戰（格里高利·葉菲莫維奇·拉斯普京／索妮亞※第17話、莫妮克※第33話 － 第39話）

2007年
- 偶像大師 XENOGLOSSIA（雙海亞美）
- 鐵馬少年（深澤由紀）
- 校園烏托邦 學美向前衝！（武內舞）
- 機神大戰（席薇亞）
- 鬼太郎 第5作（舞子）
- CODE-E（九條園美）
- 青空下的約定（三田村茜、實行委員A）
- 地獄少女 二籠（菅野百合子）
- 守護甜心（渡会美咲）
- 地上最強新娘（虎金井天天）
- 黑之契約者（白）
- 驅魔少年（啾美助（幸子））
- 天才? Dr.Hamax（香織）
- BAMBOO BLADE（小川芽衣）
- 地球防衛少年（翼）
- 神奇寶貝鑽石&珍珠（伊西絲）
- 意外（飯田朋子）
- 萌單（白鳥愛麗斯）
- 悲慘世界 少女珂賽特（珂賽特）
- 魔法人力派遣公司（拉碧絲＝尤達伊庫斯）
- ONE PIECE（陽子）

2008年
- 狼與辛香料（庫洛艾）
- かたつむリンピック（ピパ）
- 搞笑漫畫日和3（貓美、小野妹子、農家的大媽、戀愛的預感、外國人女性、經紀人、Star江、導演的母親）
- 反叛的魯路修R2（娜娜莉·蘭佩洛基）
- 強襲魔女（莉涅特·畢曉普）
- 發條武士（棉花糖姬、小孩、町娘、美女、町人 他）
- SOUL EATER（中務椿）
- 泰坦尼亚（リディア）
- 真實之淚 true tears（湯淺比呂美）
- 鐵腕女警 DECODE（卡蓓菈·迪絲）
- 圖書館戰爭（野野宮）
- 出包王女（古手川唯）
- 破天荒遊戲（ルドヴィカ）
- Mission-E（九條園美）
- 記憶女神的女兒們（前埜美汐）
- 伯爵與妖精（班希）

2009年
- 花冠之淚（席爾）
- 夏日風暴！（卡亞）
- 鋼之鍊金術師 FULLMETAL ALCHEMIST（瑪麗亞·羅斯）
- GA 藝術科美術設計班（大道雅）
- 戰鬥陀螺 鋼鐵奇兵（天童遊）
- 肯普法（三鄉雫）
- ONE PIECE（索蘭）
- 奇蹟列車～歡迎來到大江戶線～（未來）

2010年
- 搞笑漫畫日和+（小野妹子、克勞德·莫內、亞弗雷德·薛斯利、愛德加·竇加）
- 戰鬥陀螺 鋼鐵奇兵 爆（天童遊）
- 圣诞之吻（絢辻詞）
- 梦色蛋糕师（樫野雅）
- 強襲魔女2（莉涅特·畢曉普）
- 更多·出包王女（古手川唯）
- 少女妖怪 石榴（多惠）

2011年
- 30歲的健康教育（安藤夏）
- 肯普法 für die Liebe（三鄉雫）
- SKET DANCE（八木薰）
- 名侦探柯南（千明）
- 境界線上的地平線（海蒂·奧蓋扎薇樂）
- GOSICK（孤兒）

2012年
- 聖誕之吻SS+plus（絢辻詞）
- 交響詩篇AO（艾蕾卡）
- 戰國Collection（豐臣秀吉）
- 夏色奇蹟（優香的姐姐）
- FAIRY TAIL魔導少年（珍妮·莉亞萊特）
- 蝦掰天文社 公立海老栖川高中天悶社（大森莊子）
- 出包王女DARKNESS（古手川唯）
- ROBOTICS;NOTES（神代芙拉）

2013年
- Aikatsu！偶像活動！（新城繪麻）
- 失憶症（主人翁）
- 我女友与青梅竹馬的惨烈修罗场（桐生冴子）
- THE UNLIMITED 兵部京介（蘇菲·葛蕾絲）
- 幻想玩偶（清正小町）
- 只有神知道的世界 女神篇（鮎川天理／蒂雅娜）
- Fate/kaleid liner 魔法少女☆伊莉雅（美遊·艾蒂菲爾特）
- 來自風平浪靜的明天（先島〈潮留〉明）
- 記錄的地平線（高山三佐／薺）
- 悠悠哉哉少女日和（宮內一穗）

2014年
- 地球隊長（日野理多）
- 排球少年！！（清水潔子、烏野女子B）
- Soul Eater Not!（中務椿）
- 鋼彈桑（雪拉）
- 斬！赤紅之瞳（切爾茜）
- 宇宙浪子（薄）
- Fate/kaleid liner 魔法少女☆伊莉雅 2wei（美遊·艾蒂菲爾特）
- 日常生活中的異能戰鬥（里見詩春）
- （村上文緒）
- FAIRY TAIL魔導少年 第2期（珍妮·莉亞萊特）
- 蠟筆小新（星羅）

2015年
- 赤髮白雪姬（木木·塞蘭）
- 出包王女DARKNESS 2nd（古手川唯）
- 悠悠哉哉少女日和 Repeat（宮內一穗）
- Fate/kaleid liner 魔法少女☆伊莉雅 2wei Herz!（美遊·艾蒂菲爾特）
- K RETURN OF KINGS（平坂道反）
- 可愛的Muco（篠原）
- 排球少年！！第二季（清水潔子）

2016年
- 可愛的Muco（啾啾叫）
- 赤髮白雪姬 第2期（木木·塞蘭）
- 魔法使 光之美少女！（理珠）
- 我的英雄學院（葉隱透、山嶺女俠、勝己的友人）
- Re:從零開始的異世界生活（弗雷德莉卡·鮑爾曼）
- 天真與閃電（花的母親）
- Fate/kaleid liner 魔法少女☆伊莉雅 3rei!!（美遊·艾蒂菲爾特）
- 文豪Stray Dogs 第2期（瑪格麗特·米契爾）
- 排球少年！！烏野高中VS白鳥澤學園高中（清水潔子）

2017年
- 清戀（桃乃美奈、嘉味田望）
- 龍的牙醫（有栖川栞音）
- 名侦探柯南（仲代麻奈美）
- 我的英雄學院 第2期（葉隱透、山嶺女俠）
- 碧藍幻想 The Animation（夏洛特）
- 噗利噗利奇（佐伯智花）
- 跳水男孩（麻木夏陽子）
- 18if（莉莉）
- NEW GAME!!（大和·克莉絲汀娜·和子）
- 奇諾之旅 -the Beautiful World- the Animated Series（女）

2018年
- 伊藤潤二驚選集（夕子、女子2、珠枝、藤井未央、蕾莉亞、渡部美代子）
- POP TEAM EPIC（PIPI美〈第6話A段〉）
- 三顆星彩色冒險（小幸的母親）
- BASILISK～櫻花忍法帖～（滑婆）
- 霸穹 封神演義（朱姬、四不像媽媽）
- 擁抱！光之美少女（內富士由香）
- 妖怪旅館營業中（笹良）
- 做得很好！名作君（拉普姐）
- Hisone與Masotan（日登美真弓）
- 名侦探柯南（佐伯绫乃）
- 少女☆歌劇Revue Starlight（櫻木麗）
- 我的英雄學院 第3期（葉隱透、山嶺女俠）

2019年
- 百慕達三角～多彩田園曲～（監督）
- YU-NO 在這世界盡頭詠唱愛的少女（有馬亞由美）
- 川柳少女（毒島一枝）
- 強襲魔女 501部隊出動！（莉涅特·畢曉普）
- 女高中生的虛度日常（椎響）
- 滿月之戰（滿月的母親）
- 實況主的逃脫遊戲【直播中】（路路森柚子）
- 星合之空（桂木綾）
- 我的英雄學院 第4期（葉隱透）
- 美妙射擊部（小倉和）
- PSYCHO-PASS 3（如月真緒）

2020年
- 排球少年！！ TO THE TOP（清水潔子）
- A3！SEASON SPRING & SUMMER（立花泉）
- 昨日之歌（杜田）
- 弩級戰隊HXEROS（自私蟲）
- Re:從零開始的異世界生活 2nd season（法蘭黛莉卡·鮑曼）
- 名侦探柯南（远山千秋）
- 強襲魔女 通往柏林之路（莉涅特·畢曉普）
- A3！SEASON AUTUMN & WINTER（立花泉）
- 池袋西口公園（由依）
- 成神之日（司波素子）

2021年
- 悠悠哉哉少女日和 Nonstop（宮內一穗）
- 記錄的地平線 圓桌崩壞（高山三佐）
- 世界魔女出動！（莉涅特·畢曉普）
- 我的英雄學院 第5期（葉隱透、山嶺女俠）
- 瓦尼塔斯的手札（內尼亞）
- 白沙的Aquatope（金城護士長）
- 異世界食堂2（拉妮嘉）

2022年
- 里亞德錄大地（梅梅）
- SLOW LOOP-女孩的釣魚慢活-（福元一花）
- Animation x Paralympic：誰是你的英雄？（岡野都）
- 小鳥之翼（薇佩爾）
- ONE PIECE（美音）
- 數碼寶貝幽靈遊戲（卡瑪拉獸）
- 我的英雄學院 第6期（葉隱透、山嶺女俠）
- 聖劍傳說 Legend of Mana -The Teardrop Crystal-（珍珠公主／黑珍珠騎士）
- 我想成為影之強者！（歐蘿拉）
- 令和的Di Gi Charat（憂鈴、異世界さん）

2023年
- 狩火之王（火華）
- 為美好的世界獻上爆焰！（有夠會）
- Opus.COLORs 色彩高校星（月見里朱莉）
- 境界服務（ライラ・キャンディハート）
- 小鳥之翼（第2期）（薇佩爾）
- 我與機器子（採訪者、米莉）
- 雖然等級只有1級但固有技能是最強的（蕾娜）
- 我想成為影之強者！ 2nd season（歐蘿拉）
- 咒術迴戰 懷玉·玉折 / 澀谷事變（惠的母親）

2024年
- 藥師少女的獨語（翠苓）
- 為了在異世界也能撫摸毛茸茸而努力。（リリーナ）
- 狩火之王 第2期（火華）
- HIGH CARD 至高之牌（高汪）
- 香格里拉·開拓異境～糞作獵手挑戰神作～（天地律）
- 我內心的糟糕念頭（守屋老師）
- 休假的壞人先生（C018）
- 我的英雄學院 第7期（葉隱透、山嶺女俠）
- Re:從零開始的異世界生活 3rd season（法蘭黛莉卡·鮑曼）
- 香格里拉·開拓異境～糞作獵手挑戰神作～ 2nd season（天地律）
- 重啟人生的千金小姐正在攻略龍帝陛下（艾琳西雅）
- 魔王2099（謎之聲）

2025年
- 灰色：幻影扳機（克里斯）
- 終究，與你相戀。（白石真波）
- 搞笑漫畫日和GO
- 機動戰士Gundam GQuuuuuuX（基西莉亞·薩比）
- 搖滾樂是淑女的嗜好（鈴之宮有花）
- 男女之間存在純友情嗎？（不，不存在！）（榎本紅葉）
- 歌聲是法式千層酥（結的母親）
- 地球拉泰爾（阿拉伯大羚羊〈雌性〉）
- 亂馬1/2（第2作）（久遠寺右京）

2026年
- 終究，與你相戀。（第2期）（白石真波）

### 劇場動畫
2000年代
- 犬神！THE MOVIE 特命靈的搜查官・仮名史郎（2007年，撫子）
- 劇場版 交響詩篇彩虹满载（2009年，艾蕾卡）

2010年代
- 永遠之久遠（2011年，龍紋寺薙）
- 劇場版 K MISSING KINGS（2014年，平坂道反）
- 劇場版 Fate/kaleid liner 魔法少女☆伊莉雅 雪下的誓言（2017年，朔月美遊）
- 劇場版 悠悠哉哉少女日和 Vacation（2018年，宮內一穗）
- 我的英雄學院劇場版：兩個人的英雄（2018年，葉隱透）
- Anemone 交響詩篇 Hi-Evolution（2019年，艾蕾卡）
- 灰色：幻影扳機 THE ANIMATION（2019年，克里斯）
- Code Geass 復活的魯路修（2019年，娜娜莉）
- 劇場版 為美好的世界獻上祝福！紅傳說（2019年，有夠會））
- 我的英雄學院劇場版：英雄新世紀（2019年，葉隱透）
- Fate/kaleid liner Prisma Phantasm（2019年，美遊·艾蒂菲爾特）

2020年代
- 少女☆歌劇 Revue Starlight Rondo Rondo Rondo（2020年，櫻木麗）
- 灰色：幻影扳機 THE ANIMATION Stargazer（2020年，克里斯）
- 劇場版 少女☆歌劇 Revue Starlight（2021年，櫻木麗）
- 劇場版 Fate/kaleid liner 魔法少女☆伊莉雅 Licht 沒有名字的少女（2021年，美遊·艾蒂菲爾特）
- ONE PIECE FILM RED（2022年，美音）
- 劇場版 排球少年！！ 垃圾場的決戰（2024年，清水潔子）

### OVA
2002年
- .hack//GIFT（昴）

2004年
- 海豚便利店（碧）

2005年
- FINAL FANTASY VII ADVENT CHILDREN（星痕症候群的女孩）

2006年
- 秋之回憶 #5 中斷的影片 THE ANIMATION（早蕨美海）

2007年
- Strike Witches（莉涅特·毕晓普）

2008年
- 世外魔島～黑月之王與雙月公主～（克麗斯緹娜·雷·荷爾汀）
- 绝对冲激 ～柏拉图之心～（伊势岛绫）
- Detroit Metal City（ニナ）
- 少女的秘密心事（立花蕾）

2009年
- 出包王女（古手川唯）

2012年
- 反叛的魯路修 娜娜莉夢遊仙境（娜娜莉）
- 只有神知道的世界OVA 天理篇（鮎川天理／蒂雅娜）※單行本19卷附贈

2016年
- 赤髮白雪姬（木木）

### 網路動畫
2000年代
- 手機少女（2007年，藤宮桃香）
- アセロラちゃん（2009年，アセロラちゃん）

2010年代
- 戀研!〜我們變成動畫啦！〜（2012年，戶山渚）
- 戀旅～True Tours Nanto～（2013年，逢澤千晶）
- 怪物彈珠（2016年，卑彌呼）
- 女友伴身邊（♪）（2016年，村上文緒）
- A.I.C.O. -Incarnation-（2018年，芹遙香）

2020年代
- 關於我轉生變成史萊姆這檔事 柯里烏斯之夢（2023年，シフォン）

### 遊戲
2002年
- .hack系列（寺島良子、昴、志乃）

2004年
- （田村木乃美）

2005年
- 手機少女（藤宮桃香）
- 空色の風琴 -Remix-（PS2版）（ルフィーユ）
- （磯之静）
- 秋之回忆#5：中断的影片（早蕨美海）

2006年
- 交響詩篇（PSP）（艾蕾卡）

2007年
- Que～エンシェントリーフの妖精～（二ノ宮ハル、HAL）
- 強襲魔女Xbox360 白銀之翼（莉涅特·畢曉普）
- PS2強襲魔女與你同行 A Little Peaceful Days（莉涅特·畢曉普）
- NDS 強襲魔女蒼空閃電戰新隊長的奮鬥（莉涅特·畢曉普）
- NDS 強襲魔女2 治癒 恢復 軟綿綿（莉涅特·畢曉普）
- 武裝神姬BATTLE RONDO（種型MMS Juvisy）
- Tales of Innocence（安琪·瑟蕾娜）

2008年
- （前田巳名美）
- 超級機械人大戰系列
  - 超級機械人大戰Z（PS2）（艾蕾卡）

- 花冠之淚 花冠的大地（PS3）（席爾）
- 幻想戰記（聖王女提法麗絲）
- 最后的遗迹（Irina Sykes）
- LUX-PAIN（山瀬ルイ）
- 飄流幻境（日本版）線上遊戲-（かりん）（PC）

2009年
- 聖誕之吻（絢辻詞）
- 魔法氣泡系列（半人龍女）

2010年
- 托托莉的鍊金工房 ～亞蘭德之鍊金術士2～（PS3）（托托莉亞·赫爾默德）

2011年
- 梅露露的鍊金工房 ～亞蘭德之鍊金術士3～（托托莉亞·赫爾默德）

2012年
- 女友伴身邊（村上文緒、西野彩音）

2013年
- Glass Heart Princess:PLATINUM（星野此方）
- 新・蘿樂娜的鍊金工房 起始的故事 ～亞蘭德之鍊金術士～（托托莉亞·赫爾默德）

2014年
- Fate/kaleid liner 魔法少女☆伊莉雅（美遊·艾蒂菲爾特）
- Flowers -Le volume sur printemps-（白羽蘇芳）

2015年
- 女友伴身邊（♪）（村上文緒）
- 女友伴身邊 共度暑假（村上文緒）

2016年
- 白貓Project（真冬）
- 聖火降魔錄系列（南娜、火乃香）

2017年
- 灰色：幻影扳機（鯨瀨·克里斯緹娜·櫻子）
- 戰艦少女R（大鳳、獨角獸、逸仙）
- 阴阳师（追月神）

2018年
- 少女前线（PK）

2019年
- 閃耀幻想曲（大道雅）
- 食用系少女2：美食内戰 （小清）
- 明日方舟（星極）
- 寶可夢大師（水蓮）
- 奈爾克與傳說之鍊金術士們 ～新大地之鍊金工房～（托托莉亞·赫爾默德）
- 露露亞的鍊金工房 ～亞蘭德之鍊金術士4～（PS4）（托托莉亞·赫爾默德）
- Fate/Grand Order（美遊．艾蒂費爾特）

2020年
- 碧藍幻想Versus（夏綠蒂）
- 人中之龍7（夢乃）
- 為美好的世界獻上祝福！Fantastic Days（有夠會）
- 闇影詩章（絲碧涅）
- 守望傳說（鮮花少女芭莉）

2021年
- 蔚藍檔案（貓塚響）

2022年
- オリエント・アルカディア（王元姫）

2023年
- 蕾斯萊莉婭娜的鍊金工房 ～忘卻的鍊金術與極夜的解放者～（托托莉亞·赫爾默德）
- 碧藍幻想 Versus -RISING-（夏洛特）

2024年
- 碧藍幻想 Relink（夏洛特）
- 明日方舟（萊伊）
- 崩壞：星穹鐵道（知更鳥）
- 絕區零（月城柳）

## 關連項目

### 同學年聲優
- 澤城美雪
- 三瓶由布子
- 小清水亞美

### 其他
- 富田麻帆
- 堀江由衣
- 植田佳奈

## 脚注
1. ↑  .   [2009-09-30]. （原始内容存档于2011-10-11）.
2. ↑  （日語）.   [2012-01-01]. （原始内容存档于2020-12-02）.
3. ↑  （日語）.   [2012-01-01]. （原始内容存档于2021-01-14）.
4. ↑  .   [2021-04-11]. （原始内容存档于2020-01-26） （日语）.
5. ↑  . 電視動畫「YU-NO 在這世界盡頭詠唱愛的少女」官方網站.   [2019-01-31]. （原始内容存档于2020-11-01）.
6. ↑  . 電視動畫「星合之空」官方網站.   [2019-07-07]. （原始内容存档于2019-08-20）.
7. ↑  . 電視動畫「昨日之歌」官方網站.   [2020-01-22]. （原始内容存档于2020-02-15）.
8. ↑  . Comic Natalie. 2021-08-08  [2021-08-08]. （原始内容存档于2021-08-09） （日语）.
9. ↑  . Comic Natalie. 2021-11-22  [2021-11-22]. （原始内容存档于2021-11-23） （日语）.
10. ↑  . Comic Natalie. 2022-01-25  [2022-01-25]. （原始内容存档于2022-01-31） （日语）.
11. ↑  . 電視動畫《BIRDIE WING -Golf Girls' Story-》官方網站. 2022-02-18  [2022-02-18]. （原始内容存档于2022-03-16） （日语）.
12. ↑  . Comic Natalie. 2022-04-26  [2022-04-26]. （原始内容存档于2022-06-09） （日语）.
13. ↑  . Comic Natalie. 2022-10-26  [2022-10-26]. （原始内容存档于2022-11-06） （日语）.
14. ↑  . MANTANWEB. 2022-12-04  [2022-12-04]. （原始内容存档于2022-12-26） （日语）.
15. ↑  . Comic Natalie. 2022-12-01  [2022-12-01]. （原始内容存档于2022-12-01） （日语）.
16. ↑  . Comic Natalie. 2022-12-23  [2022-12-23]. （原始内容存档于2023-01-02） （日语）.
17. ↑  . Comic Natalie. 2023-05-29  [2023-05-29]. （原始内容存档于2023-06-05） （日语）.
18. ↑  . Comic Natalie. 2023-12-25  [2023-12-25]. （原始内容存档于2023-12-26） （日语）.
19. ↑  . Comic Natalie. 2023-09-28  [2023-09-28]. （原始内容存档于2023-10-03） （日语）.
20. ↑  . Comic Natalie. 2023-12-25  [2023-12-25]. （原始内容存档于2023-12-26） （日语）.
21. ↑  . Comic Natalie. 2024-02-25  [2024-02-25]. （原始内容存档于2024-02-26） （日语）.
22. ↑  . Comic Natalie. 2024-03-11  [2024-03-11]. （原始内容存档于2024-03-11） （日语）.
23. ↑  . Comic Natalie. 2024-03-31  [2024-03-31]. （原始内容存档于2024-04-11） （日语）.
24. ↑  . 電視動畫《重啟人生的千金小姐正在攻略龍帝陛下》官方網站. 2024-09-09  [2024-09-09]. （原始内容存档于2024-09-09） （日语）.
25. ↑  . Comic Natalie. 2024-03-22  [2024-03-22]. （原始内容存档于2024-05-08） （日语）.
26. ↑  . Comic Natalie. 2024-10-31  [2024-10-31]. （原始内容存档于2024-12-26） （日语）.
27. ↑  . Comic Natalie. 2024-12-04  [2024-12-04]. （原始内容存档于2024-12-27） （日语）.
28. ↑  . magmix. 2025-01-18  [2025-01-18]. （原始内容存档于2025-02-02） （日语）.
29. ↑  . Comic Natalie. 2025-07-09  [2025-07-09] （日语）.
30. ↑  . Comic Natalie. 2025-08-14  [2025-08-14] （日语）.
31. ↑  . Comic Natalie. 2025-06-22  [2025-06-22] （日语）.
32. ↑  . Comic Natalie. 2025-08-06  [2025-08-06] （日语）.
33. ↑  . 「劇場版 Fate/kaleid liner 魔法少女☆伊莉雅」官方網站.   [2017-05-07]. （原始内容存档于2017-06-30）.
34. ↑  . 劇場動畫「悠悠哉哉少女日和 Vacation」官方網站.   [2018-01-02]. （原始内容存档于2018-01-01）.
35. ↑  . 動畫「灰色：幻影扳機」官方網站.   [2018-06-22]. （原始内容存档于2018-12-14）.
36. ↑  . 劇場動畫「Code Geass 復活的魯路修」官方網站.   [2018-12-12]. （原始内容存档于2018-12-01）.
37. ↑  . 劇場版 為美好的世界獻上祝福！紅傳說 公式官網.   [2019-07-21]. （原始内容存档于2019-07-20） （日语）.
38. ↑  . Comic Natalie. 2023-08-19  [2023-08-19]. （原始内容存档于2023-08-19） （日语）.
39. ↑  . 神のみぞ知るセカイ アニメ公式サイト.   [2012-09-06]. （原始内容存档于2012-09-19）.
40. ↑  . Comic Natalie. 2023-09-27  [2023-09-27]. （原始内容存档于2023-09-30） （日语）.
41. ↑  . グリザイア ファントムトリガー. フロントウイング.   [2016-10-28]. （原始内容存档于2016-10-27）.
42. ↑  .   [2021-06-11]. （原始内容存档于2021-06-11）.

## 外部連結
- （日語） 名塚佳織官方部落格～かもさんのらくがき帳～ （页面存档备份，存于）（2006年9月24日開設，第一個由本人營運的官方部落格）
- 名塚佳織的X（前Twitter）